# Rudolf Manfred Zörner
Rudolf Manfred Zörner (* 25. April 1938 in Linz), auch Manfred Rudolf Zörner, ist ein österreichischer Bildhauer, Maler und Grafiker.

## Leben und Wirken
Der Künstler besuchte von 1957 bis 1962 die Akademie der bildenden Künste Wien und unternahm anschließend Studienreisen nach Italien und Deutschland. Von 1963 bis 1969 hielt er sich zeitweilig in Italien auf. Er schuf zahlreiche Collagen, Assemblagen und Objekte, wobei die menschliche Gestalt breiten Raum einnimmt.
Seine Werke waren und sind in Einzel- und Gruppenausstellungen diverser in- und ausländischer Galerien zu sehen.
Der in Steyr lebende und arbeitende Künstler ist Mitglied des Oberösterreichischen Kunstvereins und war dort gegen Ende der 1980er-Jahre einige Zeit Vizepräsident.

## Einzelausstellungen
- Manfred Zörner. Teilungen, Oberösterreichischer Kunstverein, Linz, 1997[2]
- Blaugelbe Galerie Weistrach, 2005[3]

## Publikationen
- R. M. Zörner: Arbeiten 1983, Oberösterreichischer Kunstverein 1851, Linz, 1984